# Notre père (film, 2016)
Pour les articles homonymes, voir Notre Père (homonymie).
Pour plus de détails, voir Fiche technique et Distribution.
Notre père est un  film franco-israélien réalisé par Meni Yaesh et sorti en 2016.

## Fiche technique
- Titre : Notre père
- Réalisation : Meni Yaesh
- Scénario : Meni Yaesh
- Photographie : Ram Shweky
- Montage : Shira Arad
- Musique : Ezra A. - Toasted
- Production : Bizibi - Transfax
- Pays d’origine :  Israël -  France
- Durée : 100 minutes
- Date de sortie : France - 18 décembre 2016

## Distribution
- Moris Cohen : Ovadia Rachamim
- Rotem Zisman-Cohen : Rachel Rachamim
- Haim Zanati : Micky
- Alon Dahan : Shalom Rozenthal
- Doron Ben-David : Romano
- Herzl Tobey : Rami Ben-Abu
- Yana Yossef : Selector
- Abraham Celektar : Nissim Avrahami
- Micha Celektar : Avi (as Micha Selectar)
- Yael Hadar : Ofra
- Alon Hamawi : Gabi
- Viktor May-Mon : Viktor Machluf
- Dan Mor : Handsome Ronnie
- Elika Rezvani : Guest at a party
- Nir Yosefi : Alfasi
- Yaakov Zada Daniel (he) : Hezi